# Robert Schupp

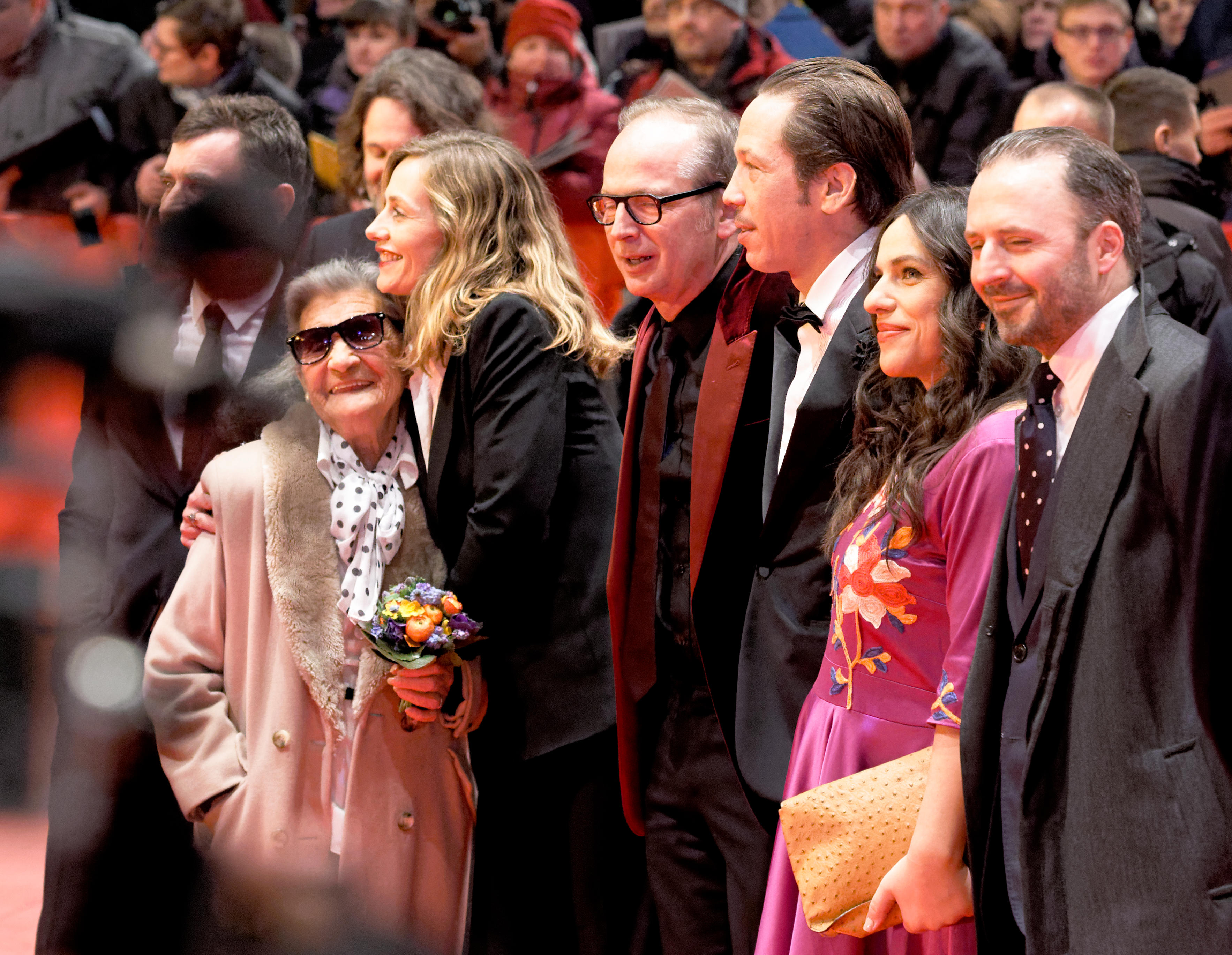
Robert Schupp (rechts) bei der Premiere von Django – Ein Leben für die Musik auf der Berlinale 2017

Robert Schupp (* 25. September 1969 in Freiburg im Breisgau) ist ein deutscher Schauspieler.

## Leben und Karriere
Robert Schupp war Schüler am Berthold-Gymnasium Freiburg. Von 1994 bis 1995 besuchte er das Conservatoire Royal de Théatre in Lüttich (Belgien) und von 1995 bis 1999 die Hochschule für Musik und Theater „Felix Mendelssohn Bartholdy“ in Leipzig.
Seit 2001 ist Robert Schupp in einer Vielzahl von Fernsehfilmen und Fernsehserien aufgetreten. In der Kinder- und Jugend-Seifenoper Schloss Einstein spielt er seit 2006 Dr. Michael Berger – zunächst als Lehrer, später als Direktor und inzwischen als Schulrat. Von 2012 bis 2015 war Schupp im WDR-Tatort als Hauptkommissar Krüger an der Seite der Ermittler Faber, Bönisch, Dalay und Kossik zu sehen.

## Filmografie (Auswahl)
- 2001: Das Monstrum
- 2001: Stern der Liebe (Fernsehfilm)
- 2002: Der Felsen
- 2002: Zwei Affären und eine Hochzeit (Fernsehfilm)
- 2003: Eierdiebe
- 2003: Rot und Blau
- 2003: Alltag (Fernsehfilm)
- 2003: Der Wald vor lauter Bäumen
- 2003: München (Kurzfilm)
- 2004: Stromberg (Fernsehserie, eine Episode)
- 2005: Schlafsack für zwei (Fernsehfilm)
- 2005: Hinter Gittern – Der Frauenknast (Fernsehserie, fünf Episoden)
- 2005: Stubbe – Von Fall zu Fall (Fernsehserie, eine Episode)
- seit 2006: Schloss Einstein (Fernsehserie)
- 2006: Tatort: Liebe macht blind
- 2006: Komm näher
- 2005–2006: Sophie – Braut wider Willen (Fernsehserie)
- 2006: Reine Formsache
- 2006: In aller Freundschaft (Fernsehserie, eine Episode)
- 2006: Fürst Pribislaw (Fernsehfilm)
- 2007, 2011, 2024: SOKO Köln (Fernsehserie, drei Episoden)
- 2007: Wie küsst man einen Millionär? (Fernsehfilm)
- 2007: TRUST.Wohltat (Fernsehfilm)
- 2007: Alte Freunde (Fernsehfilm)
- 2007: Küstenwache (Fernsehserie, eine Episode)
- 2008, 2013: Inga Lindström (Fernsehserie, zwei Episoden)
- 2008: Dr. Psycho – Die Bösen, die Bullen, meine Frau und ich (Fernsehserie, zwei Episoden)
- 2009, 2013: SOKO Wismar (Fernsehserie, zwei Episoden)
- 2009: Die Gräfin
- 2009: Krimi.de (Fernsehserie, eine Episode)
- 2010: Aber jetzt erst recht (Fernsehfilm)
- 2010: Wiedersehen mit einem Fremden (Fernsehfilm)
- 2010: Unter dir die Stadt
- 2010: Der Mann der über Autos sprang
- 2010: Großstadtrevier (Fernsehserie, eine Episode: "Liebeslügen")
- 2011: Marie Brand und die letzte Fahrt (Fernsehfilm)
- 2011: Ein Fall für zwei (Fernsehserie, eine Episode)
- 2011: Lügen haben linke Hände (Fernsehfilm)
- 2011: Der Landarzt (Fernsehserie, eine Episode)
- 2011: Der letzte Bulle (Fernsehserie) – Folge: Tod eines Strippers
- 2011: Notruf Hafenkante (Fernsehserie) – Folge: Alles Einstein
- 2011: Tiere bis unters Dach (Fernsehserie, eine Episode)
- 2011: Die Summe meiner einzelnen Teile
- 2011: Heiter bis tödlich: Nordisch herb (Fernsehserie, eine Episode)
- 2011: Die Stein (Fernsehserie, 13 Episoden)
- 2012: Tatort: Ordnung im Lot
- 2012: Der Staatsanwalt (Fernsehserie, eine Episode)
- 2012: Tatort: Alter Ego
- 2012: Tatort: Mein Revier
- 2012: Im Alleingang – Die Stunde der Krähen (Fernsehfilm)
- 2012: Alarm für Cobra 11 – Die Autobahnpolizei (Fernsehserie, eine Episode)
- 2012: Mit geradem Rücken (Fernsehfilm)
- 2012: Rommel (Fernsehfilm)
- 2012: Mord mit Aussicht – Tod am 18. Loch
- 2013: Ummah – Unter Freunden
- 2013: Die Erfinderbraut (Fernsehfilm)
- 2013: Tatort: Eine andere Welt
- 2014: Danni Lowinski (Fernsehserie, eine Episode)
- 2014: Ein Sommer in Island (Fernsehfilm)
- 2014: Tatort: Auf ewig Dein
- 2014, 2016, 2023: SOKO Leipzig (Fernsehserie, drei Episoden)
- 2015: Tatort: Hydra
- 2015, 2025: SOKO Stuttgart (Fernsehserie, zwei Episoden)
- 2015: Eichwald, MdB (Fernsehserie)
- 2015: Tatort: Der Inder
- 2015: Tatort: Das Muli
- 2015: Blochin – Die Lebenden und die Toten (TV-Miniserie)
- 2015: Die Bergretter (Fernsehserie, Folge: Atemlos)
- 2015: Homeland (Fernsehserie, eine Episode)
- 2015: (Ausstrahlung 2016) Der Bergdoktor (Fernsehserie, Episode Die Zeit, die bleibt)
- 2015: Operation Zucker: Jagdgesellschaft (Fernsehfilm)
- 2016: Unter Wölfen
- 2016: Ku’damm 56 (TV-Dreiteiler)
- 2016: Alarm für Cobra 11 – Die Autobahnpolizei (Fernsehserie, eine Episode)
- 2017: Der Alte – Folge 404: Kein Entrinnen
- 2017: Die Spezialisten – Im Namen der Opfer (Fernsehserie, eine Episode)
- 2017: In aller Freundschaft – Die jungen Ärzte (Fernsehserie, Episode Überleben)
- 2017: Django – Ein Leben für die Musik (Django)
- 2017: Mata Hari – Tanz mit dem Tod
- 2017: Ferien vom Leben
- 2018: Tatort: Zeit der Frösche
- 2018: Tatort: Der Mann, der lügt
- 2018: Keiner schiebt uns weg
- 2018: Extraklasse (Fernsehfilm)
- 2019: Und tot bist Du! – Ein Schwarzwaldkrimi (TV-Zweiteiler)
- 2019: Big Manni (TV-Komödie)
- 2019: Frau Stern
- 2019: Wir sind die Welle
- 2020: Lucie – geheult wird nicht!
- 2020: Heldt (Fernsehserie, Episode Beste Wohnlage)
- 2021: Die Bestatterin – Die unbekannte Tote
- 2021: Waldgericht – Ein Schwarzwaldkrimi (Fernsehreihe)
- 2021: Ein Sommer auf Elba (Fernsehreihe)
- 2021: Gefährliche Wahrheit (Drama, ZDF/arte; Regie: Jens Wischnewski)
- 2021: Wolfsland: Die traurigen Schwestern
- 2022: Tatort: Das kalte Haus
- 2022: In Wahrheit: Unter Wasser
- 2023: Der Kommissar und der See – Narrenfreiheit (Fernsehreihe)
- 2023: Schneekind – Ein Schwarzwaldkrimi
- 2024: In aller Freundschaft – Die jungen Ärzte (Fernsehserie, Folge Belastungsprobe)
- 2024: Dünentod – Tod auf dem Meer
- 2025: SOKO Donau/SOKO Wien – Cui Bono? (Fernsehserie)
- 2025: Praxis mit Meerblick – Romeo & Julia (Fernsehreihe)
- 2025: Stammheim – Zeit des Terrors

## Theater (Auswahl)
- Schauspiel Frankfurt, Frankfurt am Main
- Hebbel-Theater, Berlin
- Theaterhaus Gessnerallee, Zürich
- Theater 89, Berlin
- Theater Frankfurt, Frankfurt (Oder)
- Staatsschauspiel Dresden, Dresden
- Théâtre de Liège, Lüttich